# والتر ماكسويل جيبسون
والتر ماكسويل جيبسون (بالإنجليزية: Walter Maxwell Gibson)‏ هو كيميائي أمريكي، ولد في 1930، وتوفي في 2009.